# Natale Dalcerri
Natale Dalcerri (San Colombano al Lambro, 15 marzo 1923 – ...) è stato un calciatore italiano, di ruolo attaccante.

## Carriera
Dopo gli esordi nelle serie minori con la Sancolombanese, debutta in Serie B nella stagione 1946-1947 con il Fanfulla; con i lodigiani retrocede in Serie C dopo due anni ma risale immediatamente tra i cadetti al termine del campionato 1948-1949, e disputa altri due campionati di Serie B.
Nel 1951 passa per un anno al Catania, sempre in Serie B, per tornare infine a giocare per altri due anni con il Fanfulla. Chiude la carriera nel Cuneo.
In totale conta 165 presenze e 45 reti in Serie B con il Fanfulla, e 19 presenze con 2 reti con il Catania.

## Palmarès

### Club

#### Competizioni nazionali
- Serie C: 1

Fanfulla: 1948-1949